# Полосатый терпуг
Полосатый терпуг, или пёстрый терпуг (лат. Oxylebius pictus) — вид лучепёрых рыб из семейства Zaniolepididae. Единственный представитель рода Oxylebius и подсемейства Oxylebinae. Распространены в западной Пацифике от Аляски и Британской Колумбии до Нижней Калифорнии.

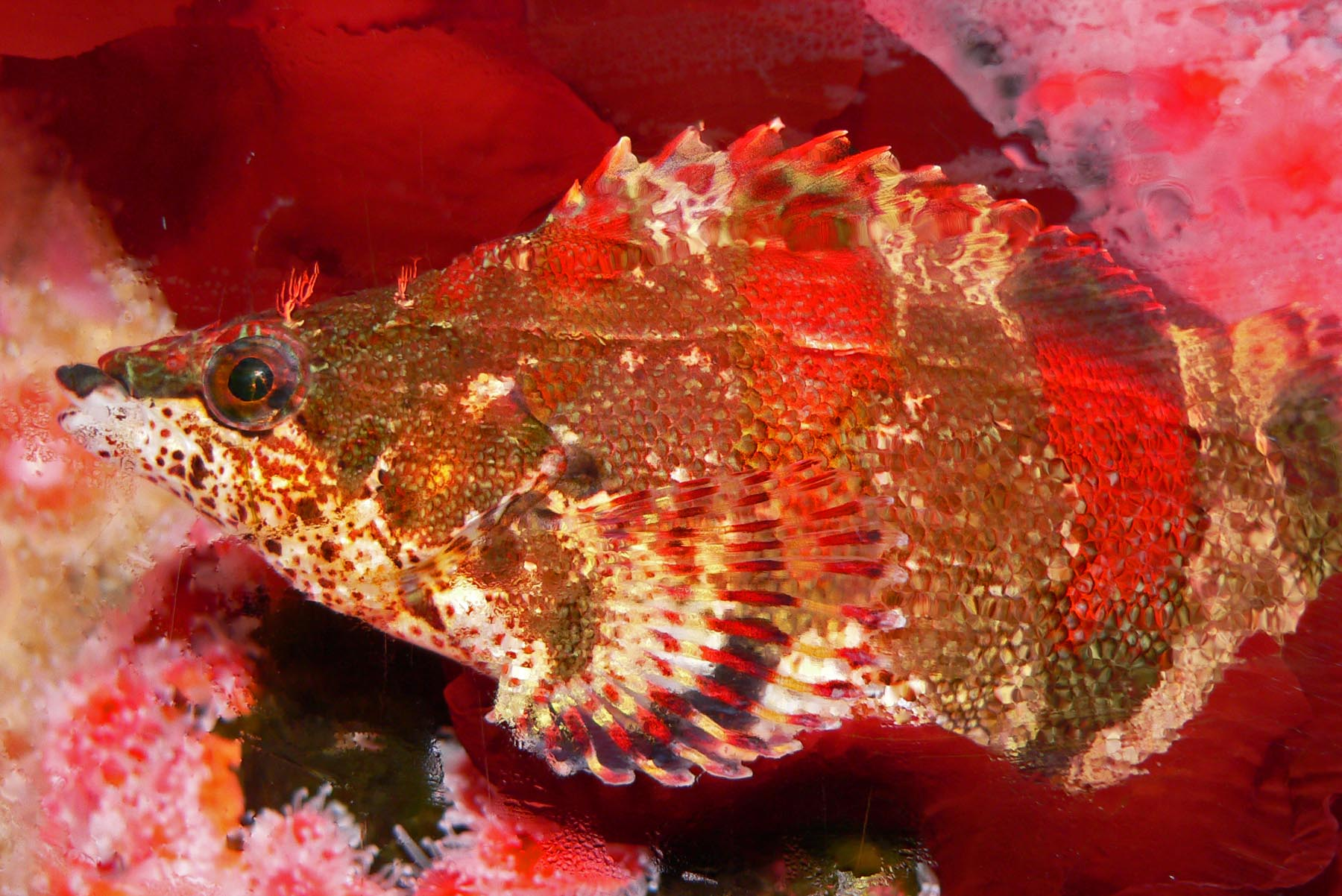
Полосатый терпуг в аквариуме Ванкувера

Тело с 5—7 красноватыми вертикальными полосами, которые заходят на плавники, горло обычно с тёмными точками. Рыло заострённое. Две пары усиков. Одна пара над глазами, а другая — посередине между глазом и началом спинного плавника. Спинной плавник разделён неглубокой выемкой. В анальном плавнике 3—4 крупных шипа, из которых второй шип самый длинный. Хвостовой плавник закруглённый. Чешуя ктеноидная, покрывает и голову. Боковая линия одна. Максимальная длина тела 25 см.
Факультативный комменсализм с морскими анемонами.